# Lukasyno
Lukasyno, właśc. Łukasz Szymański (ur. 7 stycznia 1981 w Białymstoku) – polski raper, popularyzator muzyki rdzennej, śpiewu białego i życia w harmonii z naturą. Z wykształcenia jest mgr inż. architektem. W 2008 r. ukończył Politechnikę Białostocką.
Działalność artystyczną prowadzi od 1998 roku. Twórca 8 albumów solowych i współzałożyciel grup WNB Wychowani na błędach, NON Koneksja (3 albumy) i Nautilus. Współpracował z takimi wykonawcami jak m.in. Waco, Sokół, Peja, Włodi, Hemp Gru, Paluch, Kali, Pih, Fu, Kękę, Sarius, Hinol, Nizioł, Kasta, Pablo Pavo, Bob One, Bas Tajpan, Miss God, Kfartet, Południce.

## Dyskografia
Albumy
| Tytuł                       | Dane dot. albumu                                     | Pozycja na liście | Sprzedaż        | Certyfikat         |
| Tytuł                       | Dane dot. albumu                                     | POL               | Sprzedaż        | Certyfikat         |
| --------------------------- | ---------------------------------------------------- | ----------------- | --------------- | ------------------ |
| Na ostrzu noża              | - Data: 17 listopada 2006 - Wydawca: Waco Records    | –                 |                 |                    |
| Czas vendetty (oraz Kriso)  | - Data: 14 lipca 2012 - Wydawca: Fonografika         | 18                |                 |                    |
| Bard                        | - Data: 25 lipca 2014 - Wydawca: Persona NON Grata   | 2                 | - POL: 15 tys.+ | - POL: złota płyta |
| Antybanger                  | - Data: 4 grudnia 2015 - Wydawca: Persona NON Grata  | 35                |                 |                    |
| Le Poete Assassine          | - Data: 8 czerwca 2018 - Wydawca: Persona NON Grata  | 11                |                 |                    |
| Pachnę ogniem               | - Data: 11 grudnia 2020 - Wydawca: Persona NON Grata | 5                 |                 |                    |
| Syn Wschodu                 | - Data: 9 września 2022 - Wydawca: Persona NON Grata | 1                 |                 |                    |
| Przedświt                   | - Data: 28 czerwca 2024 - Wydawca: Persona NON Grata | 3                 |                 |                    |
| „–” album nie był notowany. |                                                      |                   |                 |                    |

Inne
| Album                                        | Rok  | Utwór                                                           | Źródło |
| -------------------------------------------- | ---- | --------------------------------------------------------------- | ------ |
| Fu – Wrodzony instynkt                       | 2004 | „Piekielna planeta” (gościnnie: Lukasyno, Marta EF)             | [ 14 ] |
| Waco Records Sampler 2006 Vol.1 (kompilacja) | 2006 | „Zawsze kwita”                                                  | [ 15 ] |
| Instynkt – Kto ma ten przetrwa (Advance)     | 2008 | „Ryzyk fizyk” (gościnnie: Lukasyno, Bilon)                      | [ 16 ] |
| Pih – Kwiaty zła                             | 2008 | „Im mniej wiesz, tym lepiej śpisz” (gościnnie: Chada, Lukasyno) | [ 17 ] |
| Bosski Roman & Piero – Krak 2                | 2009 | „Wiwat szacunek” (gościnnie: Lukasyno)                          | [ 18 ] |
| Hemp Gru – Droga                             | 2009 | „Zachowaj twarz” (gościnnie: Lukasyno)                          | [ 19 ] |
| Fundacja nr 1 – Poste restante               | 2009 | „Ależ owszem” (gościnnie: Kazan, Hudy HZD, Lukasyno, Łysol)     | [ 20 ] |
| Fabuła – Dzieło sztuki                       | 2009 | „Kochają, nienawidzą” (gościnnie: Lukasyno)                     | [ 21 ] |
| Fu – Retrospekcje                            | 2009 | „To mój atut” (gościnnie: Ras Luta, Lukasyno, Brahu, Mieron)    | [ 22 ] |
| Firma – NieLegalne Rytmy. Kontynuacja        | 2009 | „Misja” (gościnnie: Bas Tajpan, Monilove, Bob One, Lukasyno)    | [ 23 ] |
| Szajka – Uliczny styl                        | 2010 | „Jeden cel” (gościnnie: Lukasyno)                               | [ 24 ] |
| Instynkt – Kto ma ten przetrwa               | 2010 | „Ryzyk fizyk” (gościnnie: Lukasyno, Bilon)                      | [ 25 ] |
| Firma – Nasza broń to nasza pasja            | 2011 | „Walka z systemem” (gościnnie: Lukasyno)                        | [ 26 ] |
| Kali – 50/50                                 | 2011 | „Zły porucznik” (gościnnie: Dobo, Nizioł, Lukasyno)             | [ 27 ] |
| MoniLove – Monilove music                    | 2011 | „Nie rań człowieka” (gościnnie: Lukasyno)                       | [ 28 ] |
| Paluch – Syntetyczna mafia                   | 2011 | „Na otarcie łez” (gościnnie: Lukasyno)                          | [ 29 ] |
| Tadek – Niewygodna prawda                    | 2012 | „Kresy” (gościnnie: Lukasyno)                                   | [ 30 ] |
| Dixon37 – O.Z.N.Z. (Od zawsze na zawsze)     | 2013 | „Nie zwariować” (gościnnie: Lukasyno, Bilon)                    | [ 31 ] |
| Nowe pokolenie 14/44 (kompilacja)            | 2014 | Lukasyno – „Piosenka – Prolog”                                  | [ 32 ] |
| Prosto Mixtape IV (kompilacja)               | 2015 | Kafar, Juras, Lukasyno – „Wpierdol”                             | [ 33 ] |

## Teledyski
| Tytuł                                                                       | Rok  | Reżyseria/Realizacja    | Album              | Źródło |
| --------------------------------------------------------------------------- | ---- | ----------------------- | ------------------ | ------ |
| „Zawsze kwita”                                                              | 2006 | –                       | Na ostrzu noża     | [ 34 ] |
| „Czas vendetty” (oraz Kriso)                                                | 2011 | Under Design            | Czas vendetty      | [ 35 ] |
| „Zabierz mnie tam”                                                          | 2014 | Ex Oriente Lux          | B.A.R.D.           | [ 36 ] |
| „Rynsztok” (gościnnie: Peja, Kali)                                          | 2014 | Ex Oriente Lux          | B.A.R.D.           | [ 37 ] |
| „Znamię Kaina” (gościnnie: Pih)                                             | 2014 | Ex Oriente Lux          | B.A.R.D.           | [ 38 ] |
| „Antybanger”                                                                | 2015 | Ex Oriente Lux          | Antybanger         | [ 39 ] |
| „Maszeruj albo giń”                                                         | 2015 | Ex Oriente Lux          | Antybanger         | [ 40 ] |
| „Kto sieje wiatr”                                                           | 2016 | Michał Jarczyk          | Antybanger         | [ 41 ] |
| Gościnnie                                                                   |      |                         |                    |        |
| PIH – „Im mniej wiesz, tym lepiej śpisz” (gościnnie: Chada, Lukasyno)       | 2008 | Edward „Ede” Grygianiec | Kwiaty zła         | [ 42 ] |
| Fabuła – „Kochają, nienawidzą” (gościnnie: Lukasyno)                        | 2009 | Piotr Kubik             | Dzieło sztuki      | [ 43 ] |
| SB – „Jutro lepsze niż dziś / przy ziemi” (gościnnie: Lukasyno, Wigor)      | 2012 | –                       | Struktura dźwięków | [ 44 ] |
| UDR – „Ze skrajności w skrajność” (gościnnie: Lukasyno, DJ Gondek)          | 2014 | BassMedia               | Zamach             | [ 45 ] |
| Nizioł – „Stary wyga” (gościnnie: Lukasyno, Sokół)                          | 2014 | Oesvidyo                | Pretekst           | [ 46 ] |
| Steel Banging – „Nie zatrzymasz mnie” (gościnnie: Lukasyno, Bilon HG, KęKę) | 2015 | CS Video                | Dwie strony świata | [ 47 ] |
| Sobota – „Jestem stąd” (gościnnie: Lukasyno)                                | 2016 | Michał Jarczyk          | Sobota             | [ 48 ] |